# Colladonus balli
Colladonus balli är en insektsart som beskrevs av Nielson 1957. Colladonus balli ingår i släktet Colladonus och familjen dvärgstritar. Inga underarter finns listade i Catalogue of Life.